# Joseph Goebbels
Paul Joseph Goebbels (29. října 1897 Rheydt – 1. května 1945 Berlín) byl jeden z nejvyšších německých nacistických představitelů a válečný zločinec, byl říšským ministrem propagandy (vedl ministerstvo pro lidovou osvětu a propagandu), zmocněnec pro vedení totální války, říšský velitel domobrany a jeden z nejbližších spolupracovníků Adolfa Hitlera. Hitler jej ve své závěti určil svým nástupcem ve funkci říšského kancléře, jímž byl jeden den. Byl znám svým zapáleným energickým slovním projevem a přesvědčivým antisemitismem.
Po převzetí moci nacisty v roce 1933 byl jmenován ministrem propagandy. Jedním z jeho prvních činů byl příkaz k pálení knih židovských a protinacistických autorů na náměstí Bebelplatz a pokračoval získáním plné moci nad veškerými informačními výstupy v Německu. Po jeho jmenování jeho útoky proti německým Židům dále přitvrdily a kulminovaly za „Křišťálové noci“ v roce 1938, prvního neomezeného pogromu, který nacisté rozpoutali.

## Mládí
Narodil se v Rheydtu, průmyslovém městě jižně od Mönchengladbachu (jehož je nyní součástí) na okraji Porúří. Jeho rodina byla katolická se skromným živobytím, jeho otec pracoval jako účetní v továrně, jeho matka byla původně zemědělská dělnice. Měl čtyři sourozence: Konrada (1895–1949), Hanse (1893–1947), Alžbětu (1901–1915) a Marii (1910–1949, později Maria Kimmich). Absolvoval místní reálné gymnázium, kde maturoval v roce 1916. Od dětství měl pokřivenou pravou nohu, což bylo následkem buďto ploché nohy (talipes equinovarus) nebo osteomyelitidy. Aby vyrovnal svou kratší nohu, nosil kovovou podpěru a speciální botu, ale i tak po celý život kulhal. Kulhavá chůze a jeho výška (1,65 m) ho vystavovala posměchu a ponížení zejména v oné společnosti, která tak vyznávala fyzickou zdatnost. Právě v důsledku těchto vad byl zproštěn služby v první světové válce, čehož trpce litoval. V pozdější době se často stavěl být válečným veteránem a svou tělesnou vadu vydával za následek válečného zranění. Postavení nejbližší k vojenství, jaké kdy vykonával, bylo místo „kancelářského vojína“ od června 1917 do října 1917 ve „vlastenecké domobraně“ Rheydtu.
Svoji fyzickou útlost vyvažoval intelektuálními přednostmi. Původně zamýšlel stát se knězem, ale poté, co se od své původní katolické víry vzdálil, studoval literaturu a filozofii na univerzitách v Bonnu, Würzburgu, Freiburgu v Breisgau a v Heidelbergu, kde napsal svou doktorskou práci o romantickém romanopisci 18. století Wilhelmu von Schützovi. Jeho dva nejvlivnější učitelé, Friedrich Gundolf a vedoucí jeho doktorské práce v Heidelbergu Max von Waldberg, byli Židé.

## Studia a vzestup
Doktorský titul získal roku 1921 na univerzitě v Heidelbergu na základě doktorské práce o romantickém dramatu 18. století; pak pracoval jako novinář a později jako bankovní úředník a vyvolávač na akciové burze. Rovněž psal romány a divadelní hry, ale nakladatelé jej odmítali. Do styku s nacistickou stranou přišel v roce 1923 během francouzské okupace Porúří a v roce 1924 se stal jejím členem. Byl jmenován gauleiterem (vedoucím župy, tedy oblastním vůdcem strany) za Berlín. V této funkci plně uplatnil své schopnosti propagandy v boji proti místním socialistickým a komunistickým stranám pomocí nacistických novin a polovojenských oddílů SA
Po dokončení doktorátu v roce 1921 pracoval jako novinář a několik let se snažil stát publikovaným autorem. Napsal poloautobiografický román Michael, dvě veršované hry a množství romantické poezie. V období, kdy pracoval jako bankovní úředník a vyvolávač na burze, hodně četl, a v té době se utvářely jeho politické názory. Zejména na něj měli vliv Friedrich Nietzsche, Oswald Spengler a v Británii narozený německý spisovatel H. S. Chamberlain, jeden ze zakladatelů „vědeckého“ antisemitismu. Zimu 1919–1920 strávil v Mnichově, kde zažil a obdivoval násilnou reakci nacionalistů proti pokusu o komunistickou revoluci v Bavorsku. Jeho prvním politickým hrdinou byl Anton von Arco auf Valley, člověk, který spáchal atentát na vůdce mnichovských socialistů Kurta Eisnera. V té době byl v Mnichově i Hitler a vstoupil do politiky za obdobných okolností.
Do roku 1928 vystoupal ve stranických řadách mezi ty nejpřednější členy strany NSDAP.

### Nacistický aktivista

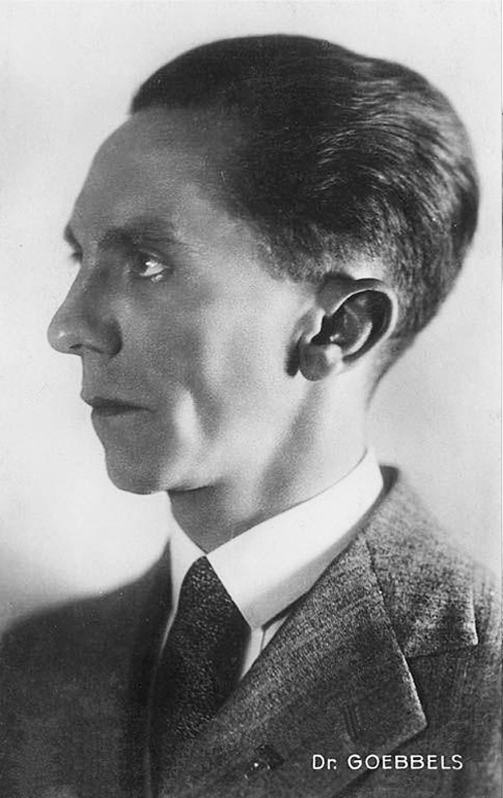
Joseph Goebbels

Stejně jako ostatní, kteří byli později předními činiteli ve Třetí říši, i on přišel do styku s nacistickou stranou v roce 1923 během tažení odporu proti francouzské okupaci Porúří. Ale Hitlerovo uvěznění po nevydařeném „Pivním puči“ z listopadu 1923 zanechalo stranu dočasně bez vůdce a když vstoupil roku 1923 do strany, měl největší vliv na jeho politický vývoj Gregor Straßer, který se stal nacistickým organizátorem v severním Německu v březnu 1924. Straßer, nejschopnější z vůdčích nacistů oné doby, bral „socialistickou“ složku „národního socialismu“ mnohem vážněji než Hitler a další členové bavorského vedení strany.
„Národ a socialismus! Co jde první a co přichází až poté?“ ptal se řečnicky v debatě s Theodorem Vahlenem, gauleiterem za Pomořansko, v porýnských stranických novinách Nazional sozialistische Briefe (Národně socialistické listy), jichž byl editorem, v polovině roku 1925. „Pro nás na západě nemůže být pochyb. Nejprve socialistická spása, pak přichází národní osvobození jako větrná smršť… Hitler stojí mezi oběma názory, ale je na cestě k tomu, aby se k nám zcela přidal.“ Goebbels se svými novinářskými schopnostmi se tak brzy stal spojencem Strassera v jeho boji o stranický program proti Bavorům. Konflikt podle nich nebyl s Hitlerem, ale s jeho zástupci Rudolfem Hessem, Juliem Streicherem a Hermannem Esserem, kteří, jak říkával, v Hitlerově nepřítomnosti stranu špatně vedli. V roce 1925 Goebbels publikoval otevřený dopis „mým přátelům na levici“, v němž vyzval k jednotě socialistů a nacistů v boji proti kapitalistům. „Vy a já“, napsal, „spolu bojujeme, ačkoli nejsme opravdoví nepřátelé.“
V únoru 1926 Hitler dokončil práci na Mein Kampfu a náhle se vrátil ke stranickým záležitostem a brzy zbavil bavorský sever veškerých iluzí o tom, kde stojí. Shromáždil 60 gauleiterů a dalších aktivistů včetně Goebbelse na schůzi v Bamberku ve Streicherově župě ve Frankách, kde přednesl dvouhodinový projev zavrhující politický program „socialistického“ křídla strany. Pro Hitlera byli vždy skutečným nepřítelem německého národa Židé, ne kapitalisté. Goebbels byl hořce rozčarován. „Cítím se zdeptán“, napsal. „Jaký Hitler? Reakcionář?“ Byl zděšen Hitlerovou charakteristikou socialismu jako „židovského vynálezu“, jeho prohlášením, že Sovětský svaz musí být zničen a jeho ujišťováním, že nacistická vláda nebude vyvlastňovat soukromý majetek. „Už nevěřím Hitlerovi plně. To je ta strašná věc: Byla mi vzata moje vnitřní podpora.“
Hitler nicméně rozpoznal jeho talent, a protože byl znalcem povah, poznal, že nade vše prahne po uznání. V dubnu jej přiměl k cestě do Mnichova, poslal mu naproti na nádraží své vlastní auto, a poskytl mu dlouhou osobní audienci. Hitler jej vyplísnil za jeho podporu „socialistického“ křídla, ale nabídl mu, že „smaže jeho hřích“, jestliže uzná jeho vůdcovství. Goebbels zcela kapituloval, a nabídl Hitlerovi osobní věrnost – zjevně upřímný slib, jehož se pak přidržel až do konce svého života.

## Soukromý život
Až do roku 1931 vedl staromládenecký život a navazoval jen volné milenecké vztahy. Jeho první velkou láskou byla od roku 1918 dívka židovského původu Anna Stahlherm, s níž udržoval – později zřejmě už jen přátelské – styky do roku 1936. V roce 1931 se Goebbels oženil s rozvedenou Magdou Quandtovou. Za svědka šel Adolf Hitler. S Magdou měl Goebbels šest dětí:
- Helga Susanne („Helga“, 1. září 1932 – 1. května 1945),
- Hildegard Traudel („Hilde“, 13. dubna 1934 – 1. května 1945),
- Helmut Christian („Helmut“, 2. října 1935 – 1. května 1945),
- Holdine Kathrin („Holde“, 19. února 1937 – 1. května 1945),
- Hedwig Johanna („Hedda“, 5. května 1938 – 1. května 1945) a
- Heidrun Elisabeth („Heide“, 29. října 1940 – 1. května 1945).

Jejich manželství bylo celkem šťastné, jelikož Magda Goebbelsová svému manželovi tolerovala jeho četná milostná dobrodružství. Krize nastala jen v roce 1938, kdy byl už dva roky vášnivě zamilovaný do české herečky Lídy Baarové a uvažoval o rozvodu. Když se o tom Hitler dozvěděl, zuřil a přikázal mu kontakty s Baarovou okamžitě ukončit a vrátit se zpět k manželce. Goebbels tento příkaz uposlechl.

## Židé
I přes nesmírnou moc ministerstva propagandy nad německým kulturním životem začalo jeho postavení klesat v okamžiku, kdy byla moc nacistického režimu pevně nastolena. Když byli vnitřní nepřátelé nacistické strany zničeni, což efektivně nastalo roku 1935, začaly jeho propagandistické snahy ztrácet opodstatnění, a když nebyl nepřítel, proti kterému by bylo možno bojovat, začala jeho rétorika znít prázdně a nepřesvědčivě. Právě z tohoto důvodu si pro sebe našel novou roli předního protižidovského štváče režimu.
Jak si povšiml Joachim Fest: „Goebbels nalezl v čím dál tím volnějším praktikování státního antisemitismu nové možnosti, do nichž se ponořil s vervou ctižádostivého muže pronásledovaného neustálým snižováním své moci.“ Fest rovněž podsouvá psychologický motiv: „Člověk, který tak málo odpovídal nacionálně socialistickému ideálu elity… měl možná důvod nabídnout v mocenských bojích v Hitlerově okolí svůj horlivý antisemitismus jako protiváhu své neschopnosti odpovídat typu.“ Ať už však byly jeho motivy jakékoli, Goebbels nevynechal žádnou příležitost k útoku na Židy.
Ve svém úřadu berlínského gauleitera, a tedy de facto vládce města (ačkoli dosud oficiálně existoval starosta a městské zastupitelství) vyvíjel neustálý tlak na židovskou komunitu města, zbavoval je obchodních příležitostí, vytlačoval je z profesního života a kladl mnohá omezení na jejich schopnost žít normálním životem, např. tím, že jim zakázal jezdit veřejnou a městskou dopravou. V roce 1936, když Berlín hostil Olympijské hry, nastalo určité uvolnění, ale od roku 1937 se intenzita jeho protižidovských slov a činů začala opět zvyšovat. „Židé musejí opustit Německo, a vlastně celou Evropu“, zapsal si do diáře v listopadu 1937. „To bude nějakou dobu trvat, ale musí se to stát a stane se to.“ V roce 1938 zkoumal možnost požadovat, aby všichni Židé nosili identifikační značku, a možnost jejich uzavření do ghetta, ale to byly myšlenky, jejichž čas ještě nenastal. „Cíl – vyhnat Židy z Berlína“, napsal do svého deníku v roce 1938, „a to bez jakékoli sentimentality.“
V listopadu 1938 dostal příležitost, na niž čekal: podniknout rozhodující kroky proti Židům, když židovský mladík Herschel Grynszpan zastřelil německého diplomata v Paříži Ernsta vom Ratha v pomstě za deportaci své rodiny do Polska a za pronásledování Židů v Německu všeobecně. 9. listopadu, ten večer, kdy Rath na svá zranění zemřel, byl Goebbels společně s Hitlerem v Bürgerbräukeller v Mnichově, kde s velkým davem dlouholetých nacistů slavili výročí pivničního puče z roku 1923. Tehdy řekl Hitlerovi, že v německých městech již samovolně propukly lidové protižidovské násilnosti, ačkoli to nebyla pravda. Toto byl jasně případ, kdy Hitlerem manipuloval pro své vlastní cíle. Když Hitler řekl, že s tím, co se odehrává, souhlasí, přijal to Goebbels jako pověření zorganizovat rozsáhlý celonárodní pogrom proti Židům. Ve svém deníku napsal:
[Hitler] rozhoduje: demonstracím by se mělo umožnit pokračování. Policie by měla být stažena. Židé by měli jednou pocítit hněv lidu. Okamžitě jsem dal policii a Straně potřebné pokyny. Pak jsem v tomto smyslu krátce promluvil ke stranickému vedení. Bouřlivý potlesk. Všichni jsou okamžitě u telefonů. Teď bude jednat lid.

Říci, že zmanipuloval Hitlera k tomu, aby schválil pogrom křišťálové noci, neznamená tvrdit, že Hitlerův antisemitismus byl slabší než Goebbelsův. Ale je jasné, že myšlenka státem podporovaného pogromu se zrodila právě u Goebbelse a že pro ni získal Hitlerovo svolení tím, že Hitlerovi řekl, že násilnosti již začaly.[zdroj?]

## Zdatný demagog
Byl neobyčejně talentovaný a obávaný demagog a při dosahování svých cílů se neštítil ničeho. V dobách, kdy nacisté ještě neměli žádnou moc, inscenoval výtržnosti a bitky na ulicích i v sálech. Svým řečnickým uměním a také za použití surového násilí se mu dařilo zvyšovat počty příznivců své politické strany. Byl cynický, krutě ironický, pomstychtivý a neschopný soucitu. V jeho rozporuplném charakteru se prolínalo misionářské sebevědomí s pocity méněcennosti, touha po spáse s touhou ničit. Jeho řečnické umění bylo strhující a jeho propagandistická práce bravurní. Bezmezně obdivoval Hitlera a bez zaváhání plnil všechna jeho přání a rozkazy. Od roku 1933 se jako ministr lidové osvěty a propagandy snažil vychovávat německý lid tak, aby byl naprosto oddán myšlenkám nacionálního socialismu. Goebbels byl jedním z hlavních iniciátorů antisemitských zákonů a propagátorem totální války. Značný byl také jeho vliv na kulturní život v Německu, jelikož pod jeho ministerstvo spadala divadla, film, rozhlas i všechen tisk. Rozhodoval také o vybudování nebo naopak zničení kariéry osob z uměleckého světa, čehož často využíval při navazování svých častých milostných avantýr s mladými herečkami. Lidé, kteří s ním přišli do osobního styku, většinou tvrdili, že působil spíše nesympaticky, ale zároveň své okolí fascinoval.

## Smrt
Jako jeden z prvních a nejzapálenějších zastánců války dělal vše, co bylo v jeho moci, aby připravil německý národ na vojenský konflikt velkého rozsahu. Během druhé světové války zvyšoval svou moc a vliv pomocí proměnlivých spojenectví s jinými nacistickými vůdci. Koncem roku 1943 se válka stala pro mocnosti Osy katastrofou, ale to je jen pobídlo ke zintenzivnění propagandy apelem na německý národ, aby přijal myšlenku totální války a totální mobilizace. S Adolfem Hitlerem zůstal až do samého konce v Berlíně. Po vůdcově sebevraždě 30. dubna v 15:30 v budově říšského kancléřství zastával místo posledního kancléře Třetí říše – ačkoli jen do druhého dne 1. května. V tento den ráno okolo 8:30 Magda Goebbelsová, společně s doktorem Ludwigem Stumpfeggerem, uspala morfiem a otrávila kyanidem všech jejich šest dětí. Krátce poté manželé společně spáchali sebevraždu. Goebbels zastřelením a jeho žena se otrávila kyanidovou kapslí. Jejich těla byla poté na jejich žádost kontrolně střelena a poté spálena benzínem.